# Авиагородок (Хабаровск)

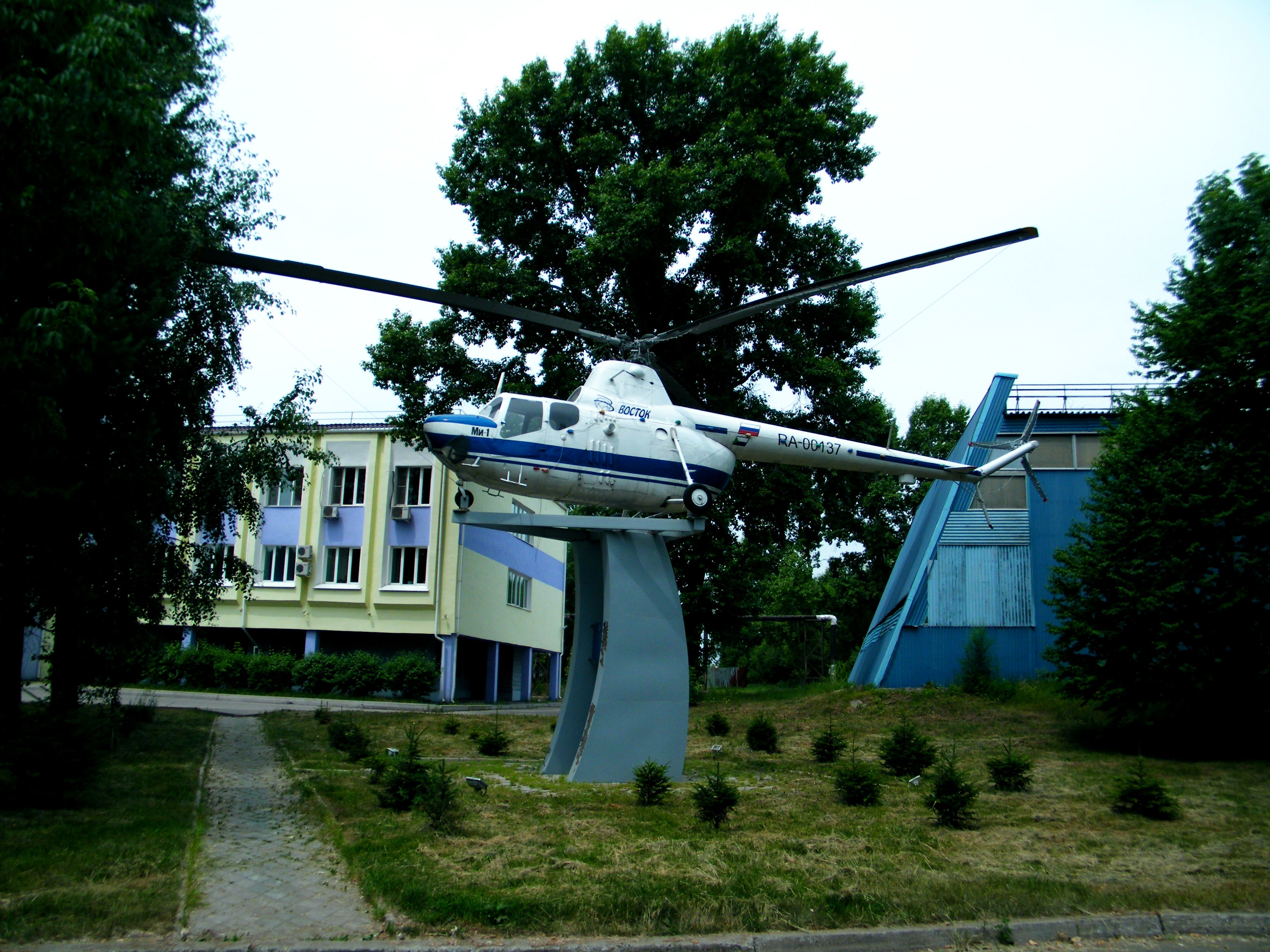
Вертолёт Ми-1 — памятник у аэропорта малых воздушных линий, снят в 2019 году, возвращен в 2021 году

Авиагородо́к — микрорайон на востоке Хабаровска к западу от Хабаровского аэропорта, входит в состав Железнодорожного района.

## История
Микрорайон был создан для работников двух близлежащих аэропортов («Большой» и «Малый») и развивался по мере роста города. Значительная часть жителей работала в Хабаровском авиаотряде, ставшем затем авиакомпанией «Дальавиа» и авиакомпанией «Восток». После фактического банкротства «Дальавиа» многие специалисты были вынуждены либо уехать в другие города, либо сменить специализацию. В связи с этим район утратил свою «авиационную» направленность.

## Инфраструктура
На территории микрорайона расположено троллейбусное депо, клуб, дом ветеранов Железнодорожного района, больница аэропорта (проводятся медицинские комиссии лётно-подъёмного состава, в том числе и с исследованием в барокамере), краевой центр диагностики ВИЧ.

## Транспорт
Авиагородок находится на расхождении ул. Карла Маркса на Чернореченское (Комсомольская трасса) и Матвеевское шоссе (к селу Матвеевка Хабаровского района).
В 2001 году между Авиагородком и Краснофлотским районом построена автомобильная трасса.